# Car, the Garden
У цьому корейському імені прізвище (Чха) стоїть перед особовим ім'ям.
Чха Чон Вон (кор. 차정원, нар. 23 жовтня 1990, Інчхон, Південна Корея), професійно відомий як Car, the Garden (кор. 카더가든) і раніше Mayson the Soul (кор. 메이슨 더 소울), — південнокорейський співак. Він випустив свій перший мініальбом Jackasoul 30 вересня 2013 року.
Назву «Car, Garden» запропонував його друг О Хьок із Hyukoh. Це дослівний переклад англійською його корейського імені при народженні. Його прізвище Чха (차) є омонімом слова «автомобіль», тоді як його ім'я Чон Вон (정원) означає «сад».

## Дискографія

### Студійні альбоми
| Назва        | Деталі альбому                                                                                | Пікові позиції у чартах | Продажі (CD)          |
| Назва        | Деталі альбому                                                                                | KOR                     | Продажі (CD)          |
| ------------ | --------------------------------------------------------------------------------------------- | ----------------------- | --------------------- |
| Photographer | - Реліз: 24 березня 2015 - Лейбл: Finest Records - Формат: CD, цифрове завантаження, стриминг | 86                      | Н/Д                   |
| Apartment    | - Реліз: 12 грудня 2017 - Лейбл: DRDR AC - Формат: CD, цифрове завантаження, стриминг         | 41                      | - Південна Корея: 799 |
| C            | - Реліз: 23 жовтня 2019 - Лейбл: DRDR AC - Формат: CD, цифрове завантаження, стриминг         | 53                      | Н/Д                   |

### Мініальбоми
| Назва     | Деталі альбому                                                                                | Пікові позиції у чартах | Продажі (CD) |
| Назва     | Деталі альбому                                                                                | KOR                     | Продажі (CD) |
| --------- | --------------------------------------------------------------------------------------------- | ----------------------- | ------------ |
| Jackasoul | - Реліз: 30 вересня 2013 - Лейбл: Finest Records - Формат: CD, цифрове завантаження, стриминг | 58                      | Н/Д          |
| Absence   | - Реліз: 28 січня 2021 - Лейбл: DRDR AC - Формат: CD, цифрове завантаження, стриминг          | 86                      | Н/Д          |

### Сингли
| Назва                                                                            | Рік  | Пікові позиції у чартах | Продажі (DL)             | Альбом               |
| Назва                                                                            | Рік  | KOR                     | Продажі (DL)             | Альбом               |
| -------------------------------------------------------------------------------- | ---- | ----------------------- | ------------------------ | -------------------- |
| «Bus Stop»                                                                       | 2013 | —                       | Н/Д                      | Jackasoul            |
| «Holiday» (홀리데이) featuring Beenzino                                          | 2013 | —                       | Н/Д                      | Jackasoul            |
| «Talk»                                                                           | 2014 | —                       | Н/Д                      | Photographer         |
| «Gray» featuring Brother Su                                                      | 2014 | —                       | Н/Д                      | Photographer         |
| «6 to 9» featuring Loco                                                          | 2014 | —                       | - Південна Корея: 19,023 | Photographer         |
| «Pretty Woman» (예쁜여자)                                                        | 2014 | —                       | Н/Д                      | Photographer         |
| «Somebody» featuring Paloalto, Ugly Duck                                         | 2015 | —                       | Н/Д                      | Photographer         |
| «Little By Little»                                                               | 2016 | —                       | Н/Д                      | Сингли поза альбомом |
| «Gimme Love»                                                                     | 2016 | —                       | Н/Д                      | Сингли поза альбомом |
| «Together»                                                                       | 2017 | —                       | Н/Д                      | Apartment            |
| «Island» (섬으로 가요) featuring Oh Hyuk                                         | 2017 | —                       | Н/Д                      | Apartment            |
| «Tree» (나무) featuring Youra                                                    | 2019 | 147                     | Н/Д                      | Сингли поза альбомом |
| «Memorize Our Night» (우리의 밤을 외워요)                                        | 2019 | 106                     | Н/Д                      | Сингли поза альбомом |
| «Dreamed a Dream» (꿈을 꿨어요)                                                  | 2019 | —                       | Н/Д                      | C                    |
| «31»                                                                             | 2020 | —                       | Н/Д                      | Сингли поза альбомом |
| «Get To You» (그날, 우리)                                                        | 2020 | —                       | Н/Д                      | Сингли поза альбомом |
| «Doesn't Matter» (아무렇지 않은 사람)                                            | 2021 | 112                     | Н/Д                      | Absence              |
| «No Place to Hide» (숨을 곳 없어요)                                              | 2021 | —                       | Н/Д                      | Сингл без альбому    |
| «—» релізи, що не потрапили у чарти або не були випущені у відповідних регіонах. |      |                         |                          |                      |

### Саундтреки
| Назва                                                                            | Рік  | Пікові позиції у чартах | Продажі (DL)             | Альбом                              |
| Назва                                                                            | Рік  | KOR                     | Продажі (DL)             | Альбом                              |
| -------------------------------------------------------------------------------- | ---- | ----------------------- | ------------------------ | ----------------------------------- |
| «Dream or Reality»                                                               | 2017 | —                       | Н/Д                      | Live Up to Your Name OST            |
| «Simple Words» (간단한 말)                                                       | 2017 | —                       | - Південна Корея: 18,752 | Yellow OST                          |
| «Lie»                                                                            | 2017 | —                       | Н/Д                      | Two Cops OST                        |
| «Nothing»                                                                        | 2018 | —                       | Н/Д                      | Secret Mother OST                   |
| «A Word of Apology» (미안하다는 말)                                              | 2019 | —                       | Н/Д                      | The Secret Life of My Secretary OST |
| «Tree» (Chocolate version)                                                       | 2019 | —                       | Н/Д                      | Chocolate OST                       |
| «All Night Long» (밤새)                                                          | 2020 | 63                      | Н/Д                      | She Is My Type webtoon OST          |
| «Happy Ending»                                                                   | 2021 | —                       | Н/Д                      | True Beauty OST                     |
| «Empty»                                                                          | 2021 | —                       | Н/Д                      | Beyond Evil OST                     |
| «Romantic Sunday»                                                                | 2021 | 97                      | Н/Д                      | Hometown Cha-Cha-Cha OST            |
| «Peony» (꽃말)                                                                   | 2022 | —                       | Н/Д                      | Thirty-Nine OST                     |
| «Scars Leave Beautiful Trace» (상처는 아름다운 흔적이 되어)                      | 2022 | —                       | Н/Д                      | Alchemy of Souls OST                |
| «—» релізи, що не потрапили у чарти або не були випущені у відповідних регіонах. |      |                         |                          |                                     |

## Фільмографія

### Вар'єте шоу
- 2014: KBS, You Hee-yeol's Sketchbook, 22 серпня
- 2017: KBS, You Hee-Yel's Sketchbook, 15, 22 і 29 квітня
- 2018: Channel A, Galaxy, (우주를줄게), Еп. 1–10
- 2018: Mnet, Finding Heros: Geek Tour, (덕후의 상상은 현실이 된다), еп. 1–3
- 2018—2019: SBS, The Fan, (더팬), Ep. 1–12

### Телесеріали
| Рік  | Назва     | Мережа       | Роль      | Примітки        | Прим.         |
| ---- | --------- | ------------ | --------- | --------------- | ------------- |
| 2021 | Emergency | TVING / Mnet | Доктор Ча | Медичний ситком | [ 12 ] [ 13 ] |

## Нотатки
1. ↑  Сингл «Peony» не потрапив у Circle Digital Chart, але посів 61 місце у Download Chart[10].
2. ↑  Сингл «Scars Leave Beautiful Trace» не потрапив у Circle Digital Chart, але посів 53 місце у Download Chart[11].